# 2736 Ops
2736 Ops је астероид главног астероидног појаса са средњом удаљеношћу од Сунца која износи 2,290 астрономских јединица (АЈ).
Апсолутна магнитуда астероида је 12,8.